# Copa Confederación de la CAF 2007
La Copa Confederación de la CAF del 2007 fue la 4.ª edición del segundo torneo más importante a nivel de clubes de África organizado por la CAF.
El CS Sfaxien de Túnez venció al Al-Merrikh de Sudán en la final para ser campeón por primera vez.

## Ronda Preliminar
| Equipo 1               | Agr.      | Equipo 2          | Ida   | Vuelta |
| ---------------------- | --------- | ----------------- | ----- | ------ |
| Prince Louis           | 0 - 3     | ATRACO FC         | 0 - 0 | 0 - 3  |
| Notwane                | 1 - 2     | Defence Force SC  | 1 - 1 | 0 - 1  |
| AS Togo-Port           | 1 - 3     | EGS Gafsa         | 1 - 1 | 0 - 2  |
| Ports Authority FC     | 3 - 0     | AS Bamako         | 2 - 0 | 1 - 0  |
| ASAC Concorde          | 1 - 3     | ASO Chlef         | 0 - 1 | 1 - 2  |
| Al-Ahly                | 2 - 2 (a) | AS CotonTchad     | 2 - 1 | 0 - 1  |
| Delta Téléstars FC     | 1 - 2     | OC Bukavu Dawa    | 1 - 0 | 0 - 2  |
| Sport Bissau e Benfica | 1- 3      | Satellite         | 1 - 3 | 1      |
| Curepipe Starlight     | 1 - 4     | AJESAIA           | 1 - 0 | 0 - 4  |
| St Michel United FC    | 2 - 2 (a) | Saint-Pauloise FC | 2 - 1 | 0 - 1  |
| San Pedro Claver FC    | 1 - 7     | Benfica de Luanda | 1 - 5 | 0 - 2  |
| JS Talangaï            | 0 - 3     | Les Astres FC     | 0 - 2 | 0 - 1  |
| Sahel SC               | 3 - 3 (a) | Étoile Filante    | 2 - 2 | 1 - 1  |
| Mundu                  | 1 - 6     | Mwana Africa      | 0 - 3 | 1 - 3  |
| Hawks                  | 1 - 1 (a) | AS Denguélé       | 0 - 0 | 1 - 1  |
| NPA Anchors            | 2 - 4     | US Gorée          | 2 - 3 | 0 - 1  |
| Têxtil de Punguè       | 5 - 3     | Simba             | 1 - 1 | 4 - 2  |
| AS Dragons             | 0 - 3     | Kwara United      | 0 - 1 | 0 - 2  |

1 la serie se jugó a un partido por mutuo acuerdo a causa de la Guerra Civil en Guinea.

## Primera Ronda
| Equipo 1           | Agr.           | Equipo 2        | Ida   | Vuelta |
| ------------------ | -------------- | --------------- | ----- | ------ |
| Defence Force SC   | 1 - 2          | ATRACO FC       | 1 - 0 | 0 -2   |
| Ports Authority FC | 4 - 6          | EGS Gafsa       | 3 - 2 | 1 - 4  |
| ASO Chlef          | 1 - 0          | ENPPI Club      | 0 - 0 | 1 - 0  |
| AS CotonTchad      | 2 - 5          | Al-Merrikh SC   | 2 - 0 | 0 - 5  |
| OC Bukavu Dawa     | 0 - 7          | Issia Wazi      | 0 - 2 | 0 - 5  |
| Satellite          | 1 - 7          | Sfaxien         | 1 - 3 | 0 - 4  |
| AJESAIA            | 3 - 8          | Ismaily         | 2 - 2 | 1 - 6  |
| Saint-Pauloise FC  | 0 - 2          | Green Buffaloes | 0 - 0 | 0 - 2  |
| Benfica de Luanda  | 4 - 1          | DC Motema Pembe | 4 - 1 | 0 - 0  |
| Les Astres FC      | 6 - 0 1        | Tema Youth      | 3 - 0 | 3 - 0  |
| Étoile Filante     | 1 - 1 (4:3 p.) | US Ouakam       | 1 - 0 | 0 - 1  |
| Mwana Africa       | 2 - 0          | Interclube      | 2 - 0 | 0 - 0  |
| Hawks              | 2 - 3          | Dolphins F.C.   | 0 - 0 | 2 - 3  |
| US Gorée           | 2 - 3          | Hassania Agadir | 0 - 0 | 2 - 3  |
| Têxtil de Punguè   | 0 - 6          | US Douala       | 0 - 3 | 0 - 6  |
| Kwara United       | 3 - 3 (4:3 p.) | MC Alger        | 3 - 0 | 0 - 3  |

1 el Tema Youth fue descalificado por no presentarse al primer partido.

## Segunda Ronda
| Equipo 1          | Agr.           | Equipo 2        | Ida   | Vuelta |
| ----------------- | -------------- | --------------- | ----- | ------ |
| ATRACO FC         | 3 - 3 (v.)     | EGS Gafsa       | 2 - 2 | 1 - 1  |
| ASO Chlef         | 1 - 3          | Al-Merrikh SC   | 1 - 0 | 0 - 3  |
| Issia Wazi        | 1 - 2          | Sfaxien         | 1 - 0 | 0 - 2  |
| Ismaily           | 3 - 2          | Green Buffaloes | 2 - 1 | 1 - 1  |
| Benfica de Luanda | 4 - 1 1        | Les Astres FC   | 3 - 0 | 1 - 1  |
| Étoile Filante    | 2 - 3          | Mwana Africa    | 2 - 0 | 0 - 3  |
| Dolphins FC       | 1 - 1 (5:3 p.) | Hassania Agadir | 1 - 0 | 0 - 1  |
| US Douala         | 3 - 4          | Kwara United    | 1 - 1 | 2 - 3  |

1 el Sport Luanda e Benfica fue expulsado del torneo por alinear jugadores inelegibles (no inscritos para el torneo).

## Tercera Ronda
| Equipo 1          | Agr.  | Equipo 2      | Ida   | Vuelta |
| ----------------- | ----- | ------------- | ----- | ------ |
| Étoile du Congo   | 2 - 3 | Les Astres FC | 2 - 1 | 0 - 2  |
| Wydad Casablanca  | 0 - 3 | Ismaily       | 0 - 1 | 0 - 2  |
| Mazembe           | 4 - 1 | Mwana Africa  | 1 - 0 | 3 - 1  |
| Young Africans    | 0 - 2 | Al-Merrikh SC | 0 - 0 | 0 - 2  |
| Nasarawa United   | 1 - 2 | Kwara United  | 1 - 1 | 0 - 1  |
| Mamelodi Sundowns | 3 - 2 | EGS Gafsa     | 2 - 1 | 1 - 1  |
| Coton Sport       | 2 - 5 | Sfaxien       | 2 - 1 | 0 - 4  |
| Maranatha         | 1 - 4 | Dolphins      | 1 - 2 | 0 - 2  |

## Fase de grupos
|  | Equipos clasificados a la siguiente ronda |

### Grupo A
| Club              | Pts. | J | G | E | P | GF | GC | GD |
| ----------------- | ---- | - | - | - | - | -- | -- | -- |
| Sfaxien           | 13   | 6 | 4 | 1 | 1 | 13 | 4  | +9 |
| Mazembe           | 12   | 6 | 4 | 0 | 2 | 11 | 9  | +2 |
| Mamelodi Sundowns | 6    | 6 | 2 | 0 | 4 | 7  | 13 | -6 |
| Les Astres        | 4    | 6 | 1 | 1 | 4 | 5  | 10 | -5 |

| Local             | Visita            | Ida | Vuelta |
| ----------------- | ----------------- | --- | ------ |
| Mamelodi Sundowns | TP Mazembe        | 3-2 | 1-3    |
| Les Astres        | CS Sfaxien        | 1-1 | 0-3    |
| TP Mazembe        | Les Astres        | 2-1 | 2-1    |
| CS Sfaxien        | Mamelodi Sundowns | 4-0 | 2-1    |
| Mamelodi Sundowns | Les Astres        | 2-1 | 0-1    |
| TP Mazembe        | CS Sfaxien        | 2-1 | 0-2    |

### Grupo B
| Club         | Pts. | J | G | E | P | GF | GC | GD |
| ------------ | ---- | - | - | - | - | -- | -- | -- |
| Al-Merrikh   | 10   | 6 | 3 | 1 | 2 | 13 | 8  | +5 |
| Dolphins     | 10   | 6 | 3 | 1 | 2 | 8  | 7  | +1 |
| Ismaily      | 8    | 6 | 2 | 2 | 2 | 4  | 5  | -1 |
| Kwara United | 5    | 6 | 1 | 2 | 3 | 4  | 9  | -5 |

| Local        | Visita       | Ida | Vuelta |
| ------------ | ------------ | --- | ------ |
| Dolphins     | Kwara United | 2-0 | 0-0    |
| Ismaily SC   | Al-Merrikh   | 1-1 | 0-1    |
| Kwara United | Ismaily SC   | 1-1 | 0-1    |
| Al-Merrikh   | Dolphins     | 6-1 | 0-3    |
| Dolphins     | Ismaily SC   | 2-0 | 0-1    |
| Kwara United | Al-Merrikh   | 2-1 | 1-4    |

## Final
| Equipo 1   | Agr. | Equipo 2   | Ida | Vuelta |
| ---------- | ---- | ---------- | --- | ------ |
| Al-Merrikh | 2–5  | CS Sfaxien | 2–4 | 0–1    |

### Ida
| 3-11-2007 | Al-Merrikh                     | 2–4 | CS Sfaxien                    | Al-Merrikh Stadium, Omdurman |  |
|           | Paulinho 52' · Agab 77' (pen.) |     | Mbele 2' 18' · Kouassi 4' 60' |                              |  |

### Vuelta
| 24-11-2007 | CS Sfaxien   | 1–0 (Global 5-2) | Al-Merrikh | Stade Taïeb Mhiri, Sfax |  |
|            | Massaoud 87' |                  |            |                         |  |

## Campeón
|                       |
| Bandera de Túnez      |
| Campeón C. S. Sfaxien |
| 1.° título            |